# Häähkäjärvi
Häähkäjärvi är en sjö i Finland. Den ligger i kommunen Kinnula i landskapet Mellersta Finland, i den centrala delen av landet, 300 km norr om huvudstaden Helsingfors. Häähkäjärvi ligger 147 meter över havet. Den är 8,2 meter djup. Arean är 41,8 hektar och strandlinjen är 5,46 kilometer lång. Sjön  ingår i Kymmene älvs huvudavrinningsområde.   Den ligger vid sjön Kivijärvi.